# یواس‌اس چتنوگا (۱۸۶۴)
یواس‌اس چتنوگا (۱۸۶۴) (به انگلیسی: USS Chattanooga (1864)) یک کشتی بود که طول آن ۳۱۵ فوت (۹۶٫۰ متر) بود. این کشتی در سال ۱۸۶۴ ساخته شد.